# Hilde Goldschmidt
Hilde Goldschmidt (* 7. September 1897 in Leipzig; † 7. August 1980 in Kitzbühel) war eine deutsche Malerin und Grafikerin des Expressionismus.

## Leben
Hilde Goldschmidt wuchs in Leipzig in einer deutsch-jüdischen Familie auf und besuchte bis 1914 die Höhere Töchterschule. Sie war die Schwester von Arthur Goldschmidt. Anschließend studierte sie an der Königlichen Akademie für graphische Künste und Buchgewerbe bei Hugo Steiner-Prag die Fächer Zeichnen, Lithographie und Holzschnitt. Ab Herbst 1918 ließ sie sich privat von Otto Richard Bossert (1874–1919) in Malerei und Zeichnen unterrichten.
1919 nahm Goldschmidt in der Oper Leipzig Ballettunterricht. Zugleich entwarf sie Bühnenbilder für August Strindbergs Drama Ein Traumspiel und für Mechtilde Lichnowskys Ein Spiel vom Tod. Im Herbst 1919 wurde Goldschmidt von der Akademie für Bildende Künste in Dresden aufgenommen, wo sie zunächst bei Otto Hettner studierte. Hier lernte sie im selben Jahr Friedrich Karl Gotsch kennen. Gemeinsam waren sie seit 1920 Schüler von Oskar Kokoschka.
Im Jahr 1923 reisten Goldschmidt, Gotsch und Hans Meyboden in die USA, wo sie in New York das Künstlerehepaar Maxim Kopf und Mary Duras trafen. 1926 und 1927 studierten Goldschmidt und Gotsch in Paris an der Académie Colarossi.
In der Zeit des Nationalsozialismus übersiedelte Hilde Goldschmidt 1936 gemeinsam mit ihrer Mutter († 1949) von Leipzig nach Kitzbühel in Österreich. Wegen ihrer jüdischen Herkunft wurden sie nach dem Anschluss Österreichs 1939 von den österreichischen Behörden zur Emigration nach England gezwungen. Dort lebte sie zuerst in London und verzog später nach Langdale in Lake District. Dort verdiente sie ihren Lebensunterhalt mit einer Werkstatt für Leder- und Pelzarbeiten. Durch einen Mäzen wurde ihr ein Atelier kostenfrei zur Verfügung gestellt. Während dieser Zeit kam sie in Kontakt mit Kurt Schwitters. 1941 besuchte Hilde Goldschmidt ihren ehemaligen Dresdner Lehrer Oskar Kokoschka im englischen Exil in Polperro (Cornwall).
1950 kehrte sie nach Kitzbühel zurück und verdiente ihr Geld durch Zimmervermietungen. Im Jahr 1954 nahm Hilde Goldschmidt in Salzburg erstmals an der Internationalen Sommerakademie für Bildende Kunst teil, die Kokoschka 1953 gegründet hatte. In den folgenden Jahren war sie dort als Lehrerin tätig. 1974 wurde ihr der Berufstitel Professor verliehen.
Hilde Goldschmidts Stil entwickelte sich von einem stark von Kokoschka beeinflussten (Post-)Expressionismus zu einer Verbindung von abstrakten mit oft nur angedeuteten gegenständlichen Elementen. Typisch für ihre Formensprache sind kräftig leuchtende Farbflächen. Ihre Bildthemen bleiben traditionelle wie Porträts und Landschaften, einen wichtigen Raum nimmt das Selbstporträt ein.

## Professor-Hilde-Goldschmidt-Preis
Die aufgrund einer testamentarischen Verfügung Hilde Goldschmidts gegründete Professor-Hilde-Goldschmidt-Stiftung (Innsbruck) widmet sich der Pflege des künstlerischen Werkes der Stifterin. Seit 1997 wird durch die Stiftung der Professor-Hilde-Goldschmidt-Preis zur Förderung von österreichischen oder in Österreich lebenden jungen Kunstschaffenden verliehen. Von 1997 bis 2011 erfolgte die Preisverleihung – mit Ausnahme von 2007 – jährlich. Seit 2011 wird der mit 7.500 Euro dotierte Preis alle zwei Jahre verliehen.
Juroren des Preises sind Martin Hochleitner, Edelbert Köb, Magdalena Hörmann und Maria Rennhofer.
Bisherige Preisträger:
- 1997 Swetlana Heger und Plamen Dejanov[11]
- 1998 Rainer Ganahl[12]
- 1999 Dorit Margreiter[12]
- 2000 Jun Yang[12]
- 2001 Hans Schabus[13][12]
- 2002 Uli Aigner[12]
- 2003 Florian Pumhösl[14]
- 2004 Marco Lulic[12]
- 2005 Markus Schinwald
- 2006 Susanne Jirkuff
- 2008 Andreas Fogarasi
- 2009 Anna Artaker[15]
- 2010 Klaus Mosettig[16]
- 2011 Annja Krautgasser
- 2013 Nilbar Güreş[17]
- 2015 Christian Eisenberger
- 2017 Nicolò Degiorgis[18]
- 2019 Claudia Larcher[9]
- 2021 Simona Obholzer
- 2023 Bernd Oppl[19]
- 2025 Janine Weger[20]

## Werke (Auswahl)
- Obstschale auf weißem Tuch (Öl auf Leinwand, 50 × 75 cm; Museum Kunst der Verlorenen Generation, Salzburg)[21]
- Selbst im Atelier, 1930 (Öl auf Leinwand), Museum Kitzbühel[22]
- Landschaft im Lake District, 1943, Exil-Sammlung Memoria (Gouache und Farbkreide)[23]
- Selbstbildnis im Dirndl, 1944
- Wachend und träumend, 1947, Tiroler Landesmuseum Ferdinandeum[7]
- Kitzbühel bei Nacht (Öl auf Leinwand), 1962[5]
- Selbstbildnis, 1974 (Kreide auf Papier), Sammlung des Instituts für Kunstgeschichte der Universität Innsbruck[6]

## Ausstellungen
- 1923: New Gallery, New York, Gemeinschaftsausstellung
- 1934: Galerie Würthle, Wien, Einzelausstellung
- 1949: Manchester, Einzelausstellung
- 1959: Ben Uri Gallery, London
- 1962: Molton Gallery, London
- 1968: Hora Gallery, Jerusalem, Einzelausstellung
- 1975: Künstlerhaus Wien
- 1977: Galerie Galaxis, Kitzbühel
- 1977: Tiroler Landesmuseum Ferdinandeum, Innsbruck[6]
- 1997: Arte e Violenza, Palermo und Florenz[6]
- 2012: Hilde Goldschmidt & Friedrich Karl Gotsch – eine Beziehung, Museum Kitzbühel
- 2022: Hilde Goldschmidt. Kunst und Selbst, Museum Kitzbühel